# Nikita Chromov
Nikita Akimovič Chromov (in russo Никита Акимович Хромов?; trasl. angl. Nikita Akimovich Khromov; San Pietroburgo, 19 aprile 1892 – Rostov sul Don, 1º ottobre 1934) è stato un calciatore russo, di ruolo centrocampista.

## Carriera

### Club
Ha cominciato la sua carriera nel Nadezhda di San Pietroburgo; passò quindi all'Udelnaja, all'Unitas e al Putilovskij sempre formazioni di San Pietroburgo.
Dopo la Prima Guerra mondiale giocò per OKA Tiflis, Želdor Taganrog, Krasnyj Traktor ed Orekhovo Zuevo.

### Nazionale
È stato convocato per i giochi olimpici, disputando la prima storica partita della nazionale russa contro la Finlandia, proprio alle Olimpiadi. Giocò anche la seconda partita, valida per il torneo di consolazione, contro la Germania.
Ha totalizzato sei presenze in nazionale, senza mettere a segno reti.

## Statistiche

### Cronologia presenze e reti in Nazionale
| Cronologia completa delle presenze e delle reti in nazionale ― Russia | Cronologia completa delle presenze e delle reti in nazionale ― Russia | Cronologia completa delle presenze e delle reti in nazionale ― Russia | Cronologia completa delle presenze e delle reti in nazionale ― Russia | Cronologia completa delle presenze e delle reti in nazionale ― Russia | Cronologia completa delle presenze e delle reti in nazionale ― Russia | Cronologia completa delle presenze e delle reti in nazionale ― Russia | Cronologia completa delle presenze e delle reti in nazionale ― Russia |
| Data                                                                  | Città                                                                 | In casa                                                               | Risultato                                                             | Ospiti                                                                | Competizione                                                          | Reti                                                                  | Note                                                                  |
| --------------------------------------------------------------------- | --------------------------------------------------------------------- | --------------------------------------------------------------------- | --------------------------------------------------------------------- | --------------------------------------------------------------------- | --------------------------------------------------------------------- | --------------------------------------------------------------------- | --------------------------------------------------------------------- |
| 30-6-1912                                                             | Traneberg                                                             | Finlandia                                                             | 2 – 1                                                                 | Russia                                                                | Olimpiadi 1912                                                        | -                                                                     |                                                                       |
| 2-7-1912                                                              | Solna                                                                 | Germania                                                              | 16 – 0                                                                | Russia                                                                | Olimpiadi 1912                                                        | -                                                                     |                                                                       |
| 4-7-1912                                                              | Traneberg                                                             | Norvegia                                                              | 2 – 1                                                                 | Russia                                                                | Amichevole                                                            | -                                                                     |                                                                       |
| 4-7-1912                                                              | Mosca                                                                 | Russia                                                                | 0 – 12                                                                | Ungheria                                                              | Amichevole                                                            | -                                                                     |                                                                       |
| 4-5-1913                                                              | Mosca                                                                 | Russia                                                                | 1 – 4                                                                 | Svezia                                                                | Amichevole                                                            | -                                                                     |                                                                       |
| 14-9-1913                                                             | Mosca                                                                 | Russia                                                                | 1 – 1                                                                 | Norvegia                                                              | Amichevole                                                            | -                                                                     |                                                                       |
| Totale                                                                |                                                                       | Presenze                                                              | 6                                                                     |                                                                       | Reti                                                                  | 0                                                                     |                                                                       |